# Elena Iasonos
Elena Iasonos (griechisch Έλενα Ιάσονος; * 7. Oktober 1972) ist eine zypriotische Badmintonspielerin.

## Karriere
Elena Iasonos gewann in Zypern acht nationale Titel in den Jahren von 1990 bis 1997. Bei den Cyprus International war sie 1996 im Damendoppel mit Diana Knekna erfolgreich.

## Sportliche Erfolge
| Saison | Veranstaltung                 | Disziplin   | Platz | Name                            |
| ------ | ----------------------------- | ----------- | ----- | ------------------------------- |
| 1990   | Zypern: Einzelmeisterschaften | Mixed       | 1     | Athos Shakallis / Elena Iasonos |
| 1991   | Zypern: Einzelmeisterschaften | Mixed       | 1     | Athos Shakallis / Elena Iasonos |
| 1991   | Zypern: Einzelmeisterschaften | Dameneinzel | 1     | Elena Iasonos                   |
| 1991   | Zypern: Einzelmeisterschaften | Damendoppel | 1     | Elena Iasonos / Maria Iasonos   |
| 1992   | Zypern: Einzelmeisterschaften | Mixed       | 1     | Athos Shakallis / Elena Iasonos |
| 1992   | Zypern: Einzelmeisterschaften | Dameneinzel | 1     | Elena Iasonos                   |
| 1992   | Zypern: Einzelmeisterschaften | Damendoppel | 1     | Elena Iasonos / Maria Iasonos   |
| 1996   | Cyprus International          | Damendoppel | 1     | Diana Knekna / Elena Iasonos    |
| 1997   | Zypern: Einzelmeisterschaften | Dameneinzel | 1     | Elena Iasonos                   |